# Александру Одобеску (Бузау)
Александру Одобеску (рум. Alexandru Odobescu) насеље је у Румунији у округу Бузау у општини Буда. Oпштина се налази на надморској висини од 292 m.

## Становништво
Према подацима из 2002. године у насељу је живело 595 становника, од којих су сви румунске националности.